# Porsche 911 GT3 RS (996)
Chronologie des modèles (2001 - 2003)
Porsche 911 GT3 R (996) Porsche 911 GT3 RSR (996)
La Porsche 911 GT3 RS, est une automobile de compétition développée par le constructeur allemand Porsche pour courir dans la catégorie GT2, de l'Automobile Club de l'Ouest et de la fédération Internationale de l'Automobile. Elle est dérivée de la Porsche 911 GT3 dont elle tire son nom.

## Aspects techniques
Elle est dotée d'un moteur 6 cylindres à plat, d'une cylindrée de 3 598 cm3,, développant une puissance maximale de l'ordre de 420 ch à 8 200 tr/min et un couple maximum d'environ 390 N m à 7 000 tr/min.

## Histoire en compétition
La Porsche 911 GT3 RS est engagée pour la première fois en compétition lors des Mil Milhas Brasileiras 2001, qui ont lieu à la fin de janvier. Au début de février, de nombreuses écuries l'utilisent aux 24 Heures de Daytona.